# Ammotragus
Ammotragus é um gênero de mamíferos caprinos da subfamília Antilopinae, da família Bovidae. O carneiro-da-barbária (Ammotragus lervia) é a única espécie do gênero.